# Hackathon

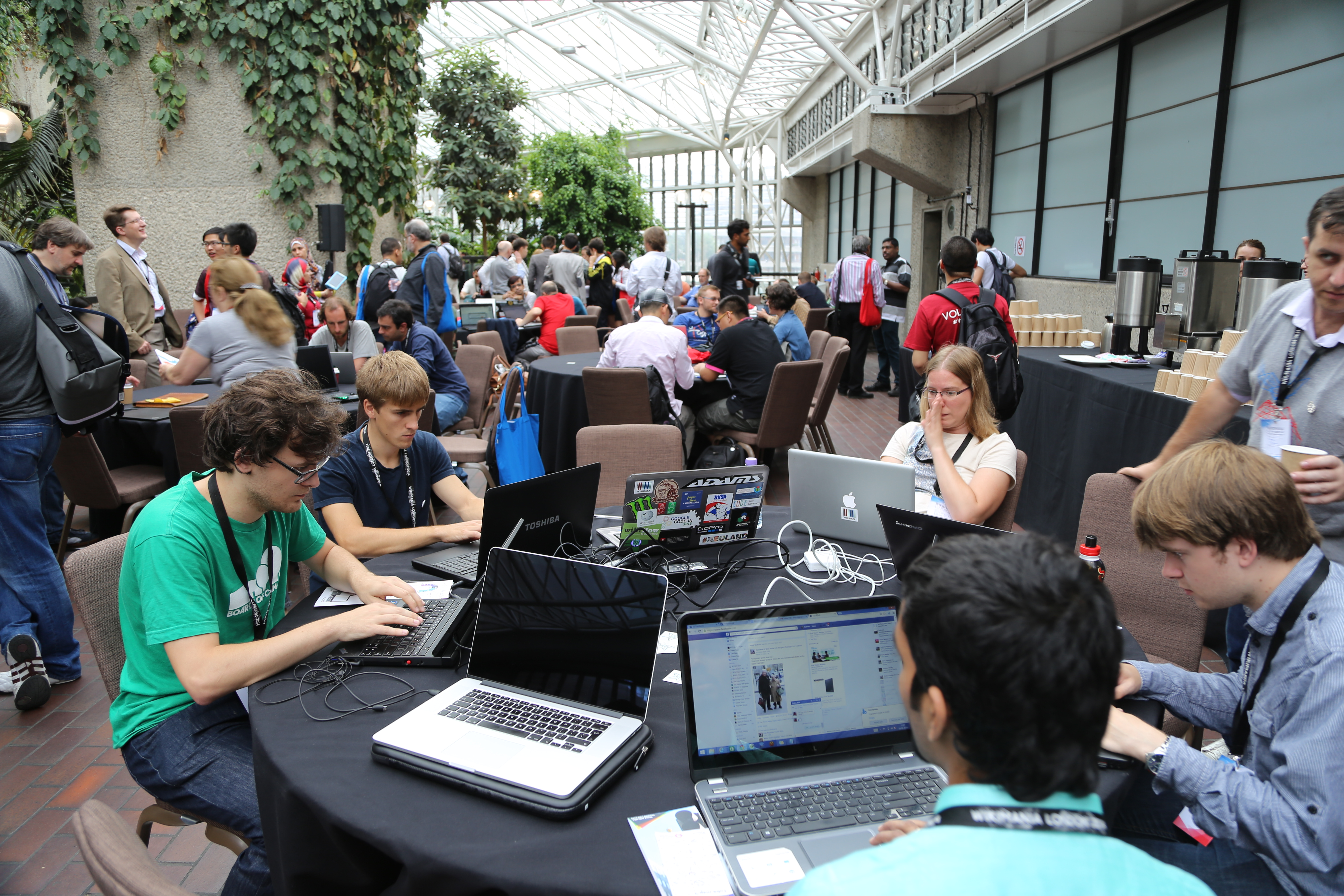
Wikimania Hackathon 2014

Hackathon (czasem maraton projektowania lub hackaton) – wydarzenie skierowane do programistów, podczas którego informatycy i inne osoby związane z rozwojem oprogramowania, takie jak projektanci grafiki, twórcy interfejsów i menedżerowie projektów, stają przed zadaniem rozwiązania określonego problemu związanego z projektowaniem. Hackathony odbywają się w krótkim czasie, zazwyczaj na przestrzeni dnia lub weekendu. Zadanie do wykonania ogłaszane jest w dniu rozpoczęcia konkursu. Podczas oceniania pod uwagę brana jest wyłącznie praca wykonana podczas trwania wydarzenia.
Konkursy online i hackathony to koncepcja coraz częściej stosowana przez największe przedsiębiorstwa. Hackathony organizuje m.in. Coca-Cola, Samsung, McDonald’s, Ford, Toyota, Hewlett-Packard.
Podczas trwania niektórych hackathonów uczestnicy muszą skupić się na jednej dziedzinie związanej z projektowaniem (np. język oprogramowania, system operacyjny, tworzenie aplikacji). W innych przypadkach nie ma żadnych ograniczeń dotyczących tworzonego oprogramowania.
Dzięki hackathonom programiści mają szansę na bycie zauważonym, natomiast przedsiębiorstwa i organizacje mogą pozyskać nowych pracowników czy zleceniobiorców.

## Historia
Słowo „hackathon” powstało z połączenia dwóch angielskich słów hack i marathon, oznaczających odpowiednio hakowanie i maraton. Słowo to zostało pierwszy raz użyte w latach 90. XX wieku.
Na początku XXI wieku hackathony znacząco zyskały na popularności. Dla przedsiębiorstw stały się drogą do szybkiego rozwijania nowych technologii programowych i znajdowania nowych obszarów innowacji technologicznych.
Niektóre znaczące dziś firmy narodziły się właśnie podczas hackatonów (np. aplikacja do komunikacji GroupMe czy środowisko do tworzenia aplikacji na telefony komórkowe Apache Cordova, dostępne również w formie dystrybucji Adobe PhoneGap).

## Struktura
Hackathony zazwyczaj rozpoczynają się od prezentacji wydarzenia, oraz specyfikacji problemu. Następnie uczestnicy proponują swoje pomysły oraz tworzą drużyny na podstawie własnych preferencji oraz zdolności. Kolejnym krokiem jest już praca nad projektem, która może odbywać się gdziekolwiek, a czas na wykonanie zadania może trwać od kilku godzin do kilku dni. Pod koniec trwania maratonu poszczególne grupy prezentują wyniki swojej pracy, która oddawana jest pod ocenę sędziom. Podczas wielu hackatonów ława sędziowska składa się z organizatorów wydarzenia oraz sponsorów.
Konkursy odbywają się w dwóch formach – hackathonów oraz drogą online.
Konkursy online polegają na samodzielnym napisaniu projektu i nadesłaniu go organizatorom w wyznaczonym terminie, dzięki czemu dają szansę na dokładniejsze dopracowanie projektu przed przekazaniem go pod ocenę jury. Taka forma konkursu pozwala również na udział szerszego grona osób – odległość i kwestie logistyczne nie są ograniczeniem.
Uczestnicy zazwyczaj otrzymują nagrody pieniężne. Podczas hackathonu organizowanego przez TechCrunch Disrupt do zdobycia było 250 000 $, natomiast podczas kontrowersyjnego maratonu w 2013 r. organizowanego przez Salesforce.com zwycięzcy mogli wygrać milion dolarów.

### Hackathony w Polsce
Maratony dla programistów zyskują coraz większą popularność w Polsce. Każdy programista może dołączyć do EMEA Coders League – czyli cyklu 130 hackathonów odbywających się w 32 państwach Europy. Jednym z największych i najpopularniejszych maratonów jest AGHacks organizowany przez studentów Akademii Górniczo-Hutniczej. Hackathony organizowane są również dla instytucji kulturalnych np. HackArt. W 2015 roku odbył się pierwszy Smogathon, który w przeciągu niespełna 3 lat stał się największym na świecie konkursem dla technologii antysmogowych z nagrodą główną w wysokości 100 000 $.
W październiku 2017 roku w Krakowie odbył się największy hackathon stacjonarny w Europie – HackYeah. Uczestniczyło w nim ponad 1700 programistów z całego świata.
W marcu 2020 roku w Polsce odbył się największy online hackathon - HackCrisis: Tech4Good. Inicjatywa została zorganizowana przez polską firmę technologiczną DO OK, przy strategicznym wsparciu GovTech Polska. W wydarzeniu wzięło udział ponad 1800 osób.

### Platformy internetowe
W przestrzeni internetowej istnieją strony www zrzeszające firmy oraz programistów i miłośników nowych technologii. Pierwszą platformą w Europie jest ChallengeRocket, zajmująca się organizacją konkursów w dwóch formach: stacjonarnych oraz online.